# Distretto forestale di Shennongjia
Il distretto forestale di Shennongjia (神农架林区S, Shénnóngjià LínqūP) è un distretto della Cina, situato nella provincia di Hubei e amministrato dalla provincia stessa.